# MySociety

mySociety是“英国公民在线民主”（UK Citizens Online Democracy ，缩写为UKCOD）的一个项目。UKCOD是一个在英国注册的慈善机构。mySociety的宗旨是建立“社会性的并有离线影响力的工具”，该项目于2003年9月由汤姆·斯泰因贝格（Tom Steinberg）创建，并在2004年9月收到一笔25万英镑的捐助后开始运作。

## 项目
- 祈愿行（PledgeBank.com）：收集各种主题的愿望，其格式为“如果有y个人同意同样去做，我将去做x这件事情”

- 没兴趣（notapathetic.com）：一个关于不准备参与2005年英国大选投票的人的网站。

- 地点百科（Placeopedia.com）：一个在线的地名词典网站，囊括了Google地图和英文版维基百科。

- 他们为你工作（TheyWorkForYou.com）：一个跟踪选举和议会成员活动情况的网站。

- 写给他们（WriteToThem.com）：一个促进英国政府各层面候选人之间沟通的网站。

- 聆听议员（HearFromYourMP.com）：一个鼓励议会成员给他们的选民发电子邮件的网站。

- 挠挠我 (hassleme.co.uk)：“由于你母亲不能提醒你所有事情。”

- 唐宁街说报（DowningStreetSays.com）：一个可以搜索首相官方发言人简报的网站。

mySociety的创始人斯泰因贝格说mySociety的灵感来自于詹姆士·克伯楚（James Crabtree）在“开放民主”网站（www.OpenDemocracy.net）里的一篇文章《公民建构：一个关于e民主的崭新议题》。